# Иванихина, Антонина Александровна
Антонина Александровна Иванихина (15 апреля 1923 — 16 января 1943) — советская медсестра и подпольщица, участница антифашистской организации «Молодая Гвардия». Старшая сестра подпольщицы Лидии Иванихиной.

## Биография
Антонина Иванихина родилась 15 апреля 1923 года в поселке Первомайка Краснодонского района в семье рабочего Александра Ивановича Иванихина и его жены Ольги Дмитриевны; Антонина была третьим ребёнком из восьми детей.
В 1939 году Антонина вступила в комсомол, затем стала слушательницей школы медицинских сестер.
В июне 1940 года Антонина окончила школу и стала работать медсестрой в городской больнице Краснодона. В апреле 1941 года переехала в город Надворная (в Ивано-Франковской области), где продолжила работать в хирургическом отделении городской больницы. С началом Великой Отечественной войны Антонина поступила на военную службу в качестве медсестры, на фронте она выходила на передовую и выносила раненых солдат. Вскоре её часть оказалась в окружении и она попала в лагерь для военнопленных, откуда в сентябре 1941 года совершила побег вместе с группой девушек-военнопленных.
После побега из лагеря она некоторое время жила в сёлах прифронтового Донбасса, пока в сентябре 1942 года не вернулась в Краснодон. Вскоре Антонина и её младшая сестра Лилия вступили в подпольную организацию «Молодая Гвардия», в деятельности которой Антонина принимала активное участие, собирая медикаменты и оружие для подпольной организации по заданию штаба.
11 января 1943 года была арестована и подвергнута пыткам; 16 января вместе с другими молодогвардейцами она была расстреляна и сброшена в шурф шахты № 5. После освобождения города Красной Армией вместе с другими казнёнными она была поднята из шахты и похоронена в братской могиле героев на центральной площади города.

## Награды
- Медаль «Партизану Отечественной войны» 1-й степени (награждена посмертно)
- Орден Отечественной войны 1-й степени (награждена посмертно)